# Nemuno salos ties Lipliūnais
Nemuno salos ties Lipliūnais este o arie protejată (arie de protecție specială avifaunistică — SPA) din Lituania întinsă pe o suprafață de 23,29 ha, integral pe uscat.

## Localizare
Centrul sitului Nemuno salos ties Lipliūnais este situat la coordonatele 53°58′29″N 23°55′02″E / 53.9748°N 23.9172°E.

## Înființare
Situl Nemuno salos ties Lipliūnais a fost declarat arie de protecție specială avifaunistică în decembrie 2020 pentru a proteja 8 specii de animale.

## Biodiversitate
Situată în ecoregiunea boreală, aria protejată nu include niciun habitat protejat.
La baza desemnării sitului se află mai multe specii protejate de  păsări (8): pescăruș albastru (Alcedo atthis), egretă albă (Egretta alba), codalb (Haliaeetus albicilla), gaia neagră (Milvus migrans), gaia roșie (Milvus milvus), bătăuș (Philomachus pugnax), chiră mică (Sterna albifrons), chiră de baltă (Sterna hirundo).
Pe lângă speciile protejate, pe teritoriul sitului au mai fost identificate 2 specii de mamifere, 1 specie de pești.